# Waterkrachtcentrale Maurik
De Waterkrachtcentrale Maurik werd in 1988 gebouwd door de PGEM (overgegaan in Nuon, het huidige Vattenfall) direct ten zuiden van het stuw- en sluizencomplex Amerongen. De stuw in de Nederrijn bij Amerongen zorgt voor een hoogteverschil van maximaal 4 meter en daar maakt de Waterkrachtcentrale Maurik gebruik van. Deze centrale heeft een vermogen van 10 MW opgewekt door 4 Kaplan waterturbines, ieder gekoppeld aan een generator van 2530 kW. Jaarlijks produceert de centrale gemiddeld 20 tot 24 GWh elektriciteit. Dat is genoeg voor ongeveer 7000 huishoudens.

## Waterkracht bij de zusterstuwen Hagestein en Driel
Het stuwcomplex Amerongen maakt deel uit van de stuwcombinatie Hagestein / Amerongen / Driel. Het ontwerpen van deze drie identieke stuwcomplexen werd gestart in 1958 in het kader van verbetering waterhuishouding Noord Nederland en bevaarbaarheid Nederrijn. In 1960 werd als eerste het stuw- en sluizencomplex Hagestein opgeleverd. In 1965 kwam het stuw- en sluizencomplex Amerongen gereed. In 1970 werd het stuw- en sluizencomplex Driel als laatste van deze rij stuwen op de Nederrijn opgeleverd. Net als bij de stuw in Amerongen is ook in Hagestein een (kleinere) waterkrachtcentrale van 1,8 MW aanwezig. Deze is echter buiten gebruik sinds 2005. Energiecoöperatie e-Lekstroom heeft voor 2020 een vervangende installatie gepland. Een waterkrachtcentrale bij de stuw van Driel is nog in studie.

## Vistrap
Om vissen de stuw in gesloten toestand te laten passeren is in 2004 een vistrap aangelegd. De omleiding via de vistrap zorgt ook voor verminderde visschade in de turbine.

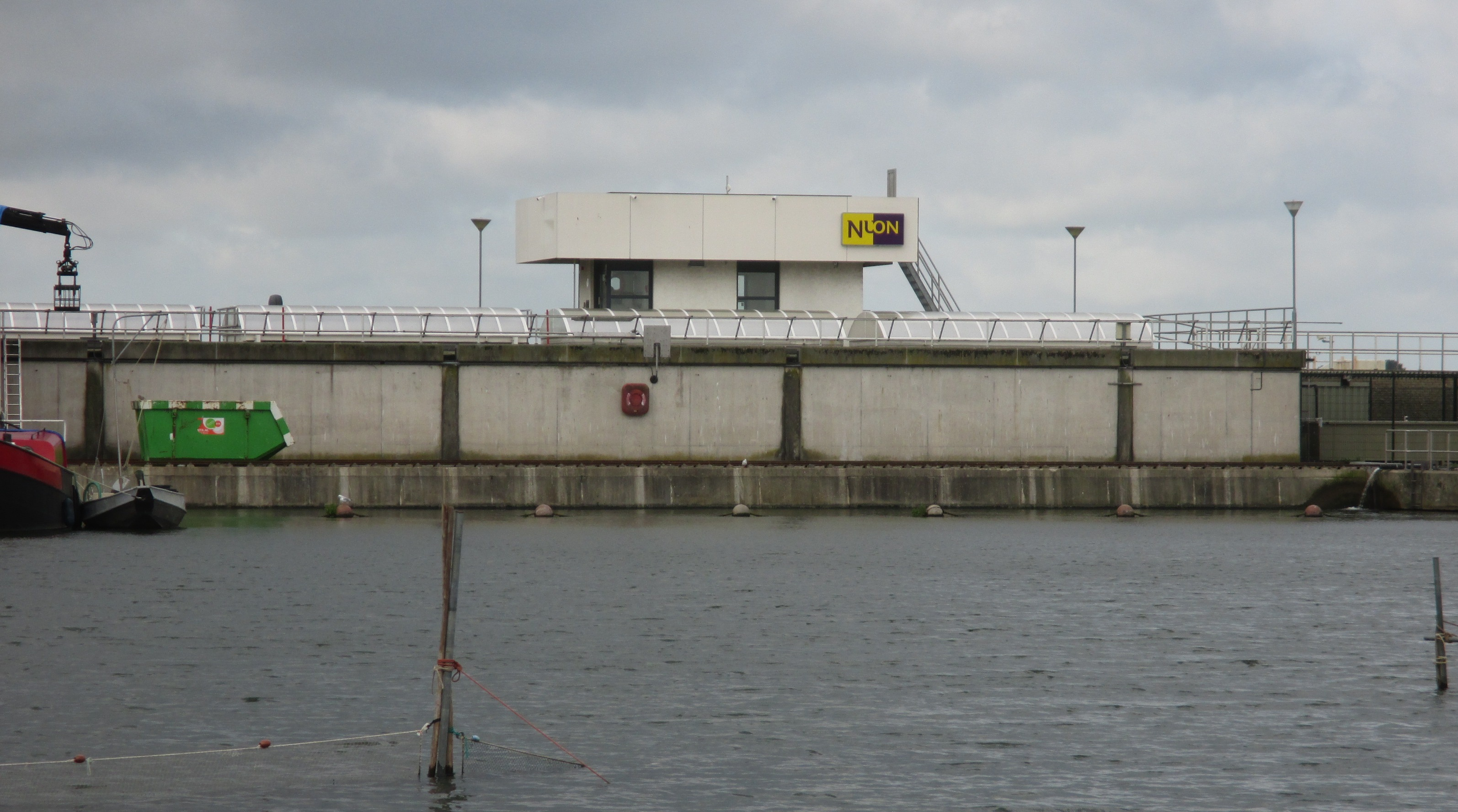
Waterkrachtcentrale Maurik oostzijde (inlaat)

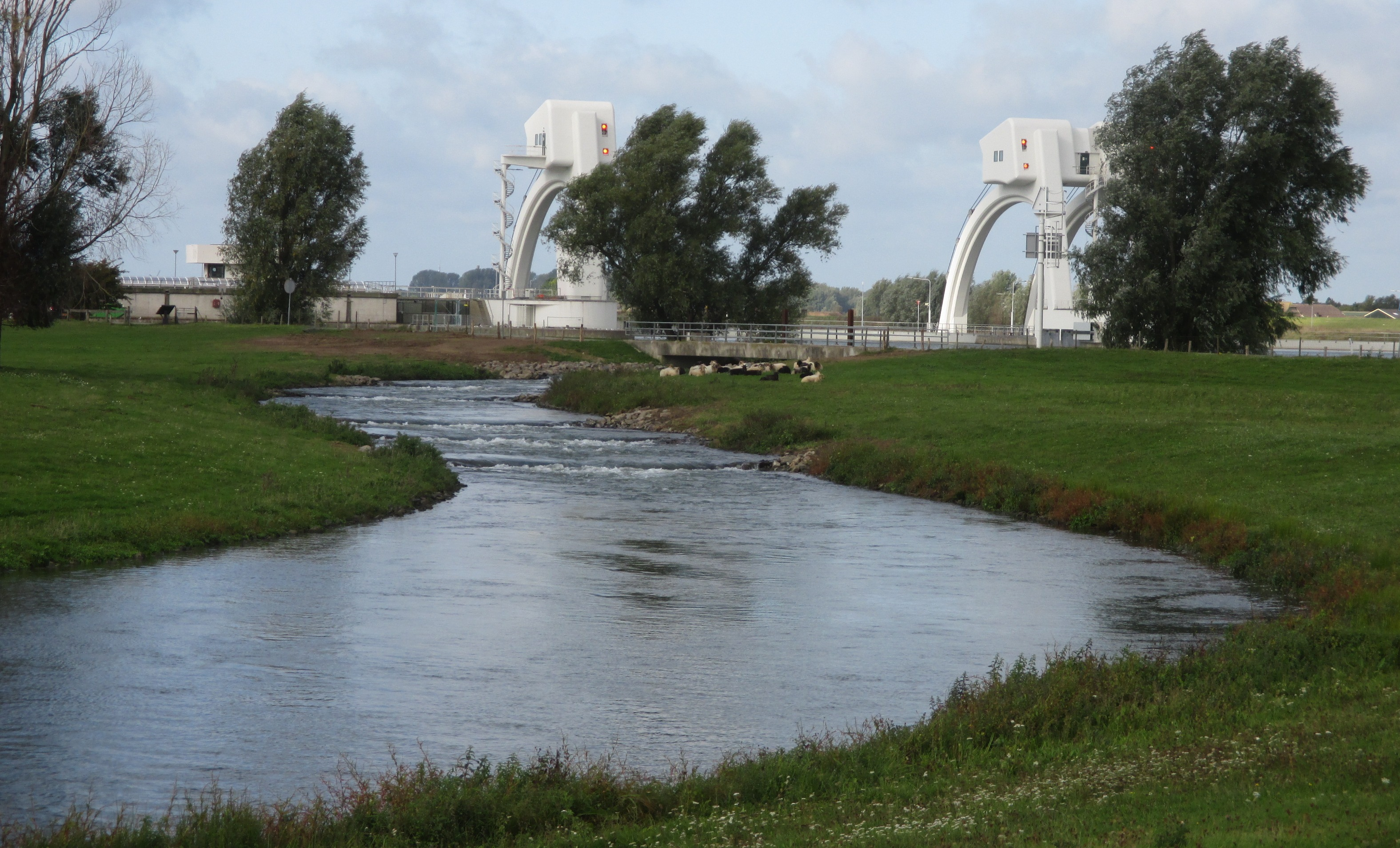
Vistrap Maurik